# خوان هينريكز دي فيلالوبوس
خوان هينريكز دي فيلالوبوس (بالإسبانية: Juan Henríquez de Villalobos)‏ هو ضابط إسباني، ولد في 1630 في ليما في بيرو، وتوفي في 1689 في مدريد في إسبانيا.